# Тоскаин
Тоскаин (каз. Төсқайың, до 1992 г. — Бобровка) — село в Курчумском районе Восточно-Казахстанской области Казахстана. Административный центр Тоскаинского сельского округа. Код КАТО — 635239100.

## Население
В 1999 году население села составляло 836 человек (402 мужчины и 434 женщины). По данным переписи 2009 года в селе проживало 430 человек (220 мужчин и 210 женщин).